# Mercedes-Benz EQA
El Mercedes-Benz EQA es un crossover tipo SUV eléctrico de batería producido por el fabricante alemán Mercedes-Benz desde 2021.
Las ventas en Europa iniciaron en 2021.[cita requerida] Hay varias versiones, con uno o dos motores. La versión de mayores prestaciones tiene una potencia de 292 CV (288 HP; 215 kW) y 520 N·m (384 lb·pie) de par máximo. Es también el más rápido, ya que acelera de 0 a 100 km/h (0 a 62 mph) en 6 segundos.[cita requerida] La batería es de 66,5 kWh (239 MJ) que le proporciona una autonomía combinada de 457 km (284 millas) según el ciclo WLTP.[cita requerida] Tiene una velocidad punta de 160 km/h (99 mph).

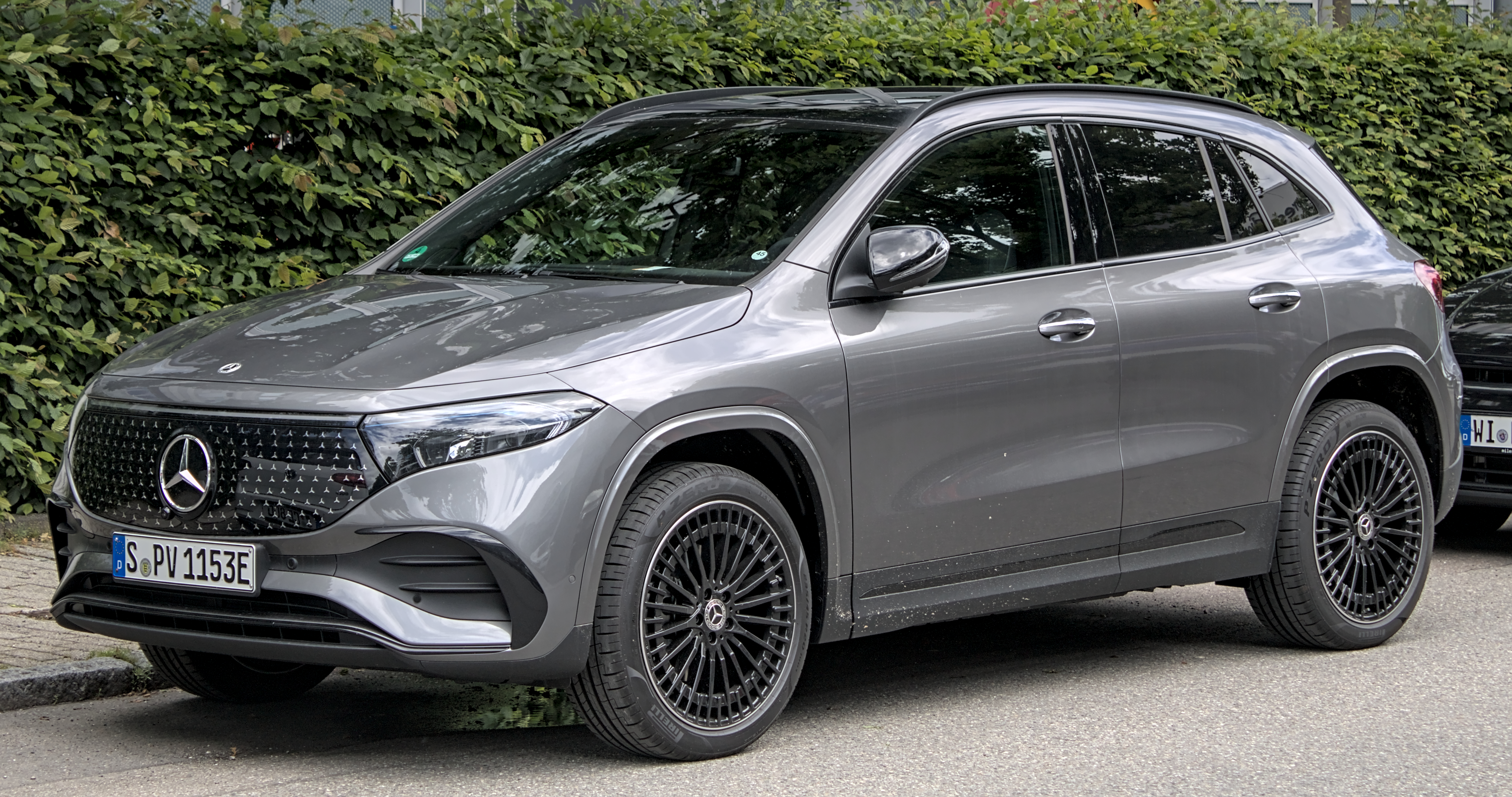
H243 de 2023 en Stuttgart-Vaihingen an der Enz
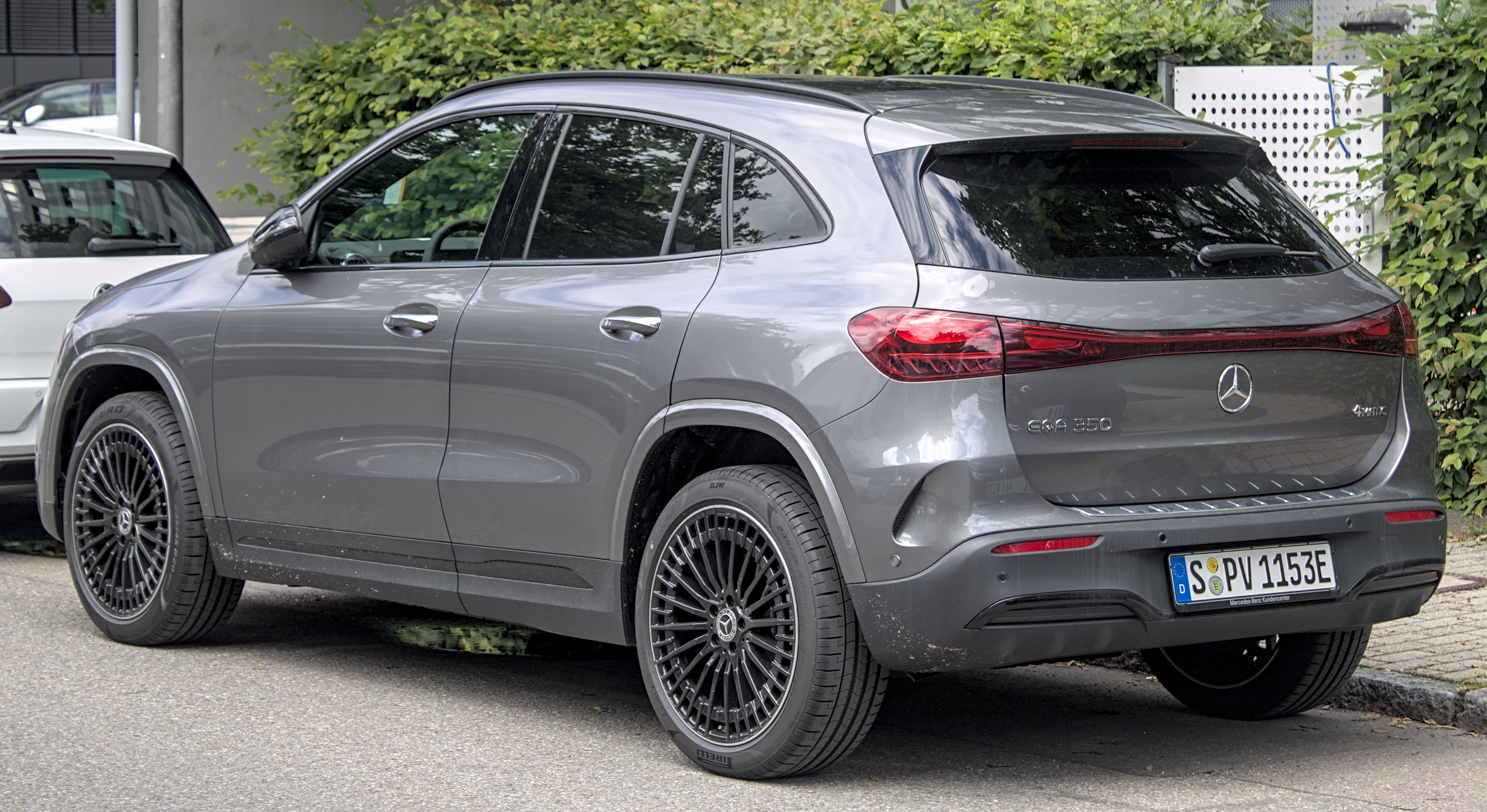
Vista lateral-trasera